# Staurogyne eustachya
Staurogyne eustachya är en akantusväxtart som beskrevs av Gustav Lindau. Staurogyne eustachya ingår i släktet Staurogyne och familjen akantusväxter. Inga underarter finns listade i Catalogue of Life.